# 복점
복점(複占)은 한 시장 내에 두 개의 생산자만 존재하는 경우를 말하며, 과점의 한 형태이다. 현실에서 이 정의는 일반적으로 두 기업만이 한 시장에서 지배적인 지분을 갖고 있을 때에 사용된다. 복점의 단순함 때문에 산업 조직론 분야에서는 가장 널리 연구되는 과점의 형태이다.

## 경제학에서의 복점 모형
경제학에서는 쿠르노 복점과 베르트랑 복점, 슈타켈베르크 복점의 세 가지 복점 모형이 존재한다.
- 쿠르노 모형은 두 기업이 서로의 산출량을 가정하고 그것을 고정된 양으로 여기며, 이것에 따라 생산한다.
- 베르트랑 모형은 두 기업의 게임에서 각각의 기업은 자기 상품의 가격인하에 대해 다른 기업이 가격을 변화시키지 않을 것이라고 가정한다. 두 회사가 모두 이 논리를 사용할 경우 내쉬 균형에 이르게 된다.
- 슈타켈베르크 모형은 두 기업이 산출량을 결정하지만, 어느 한 기업이 먼저 결정하고 후발 기업이 나중에 산출량을 결정하는 모형이다.

## 종류
시장에 대해서 동일 상품을 공급하는 기업이 두 개밖에 없고 또한 이 양자가 협정을 체결하지 않고 서로 경쟁하고 있는 상태를 복점이라고 한다. 복점시장에 있어서의 기업행동이 안정적인 균형을 이룰 것이냐의 여부는 복점자가 서로 상대의 행동에 대해서 어떠한 태도로 나오느냐에 따라 결정된다. 다음과 같은 형태가 있다.

### 비대칭적 복점
이것은 복점자 A가 쿠르노의 경우와 같이 수동적이나, B는 A의 그와 같은 수동적인 수량정책으로 나오는 형태이다.  즉 한편이 항상 상대의 태도를 예상하고 적극적인 주도권을 잡고 딴 편에서는 여기에 따르는 경우이며 안정적인 균형이 성립된다.

### 보울리적 복점
A, B 모두 능동적이고 서로 상대의 반응곡선을 예상하여 그 허점을 찌르려고 하는 형태이다. 균형은 결정되지 못한다.

## 같이 보기
- 독점
- 양당제